# إرغي
إرغي (بالدنماركية: Ergi)‏ (الاسم) وأرغر (بالدنماركية: Argr)‏ (الوصف)، هما كلمتا إهانة باللغة النوردية القديمة تعني التأنث وأي تصرف آخر غير رجولي. تعني إرغي «فقدان الرجولة» وتعني أرغر «فاقد الرجولة».

## إرغي في زمن الفايكينج

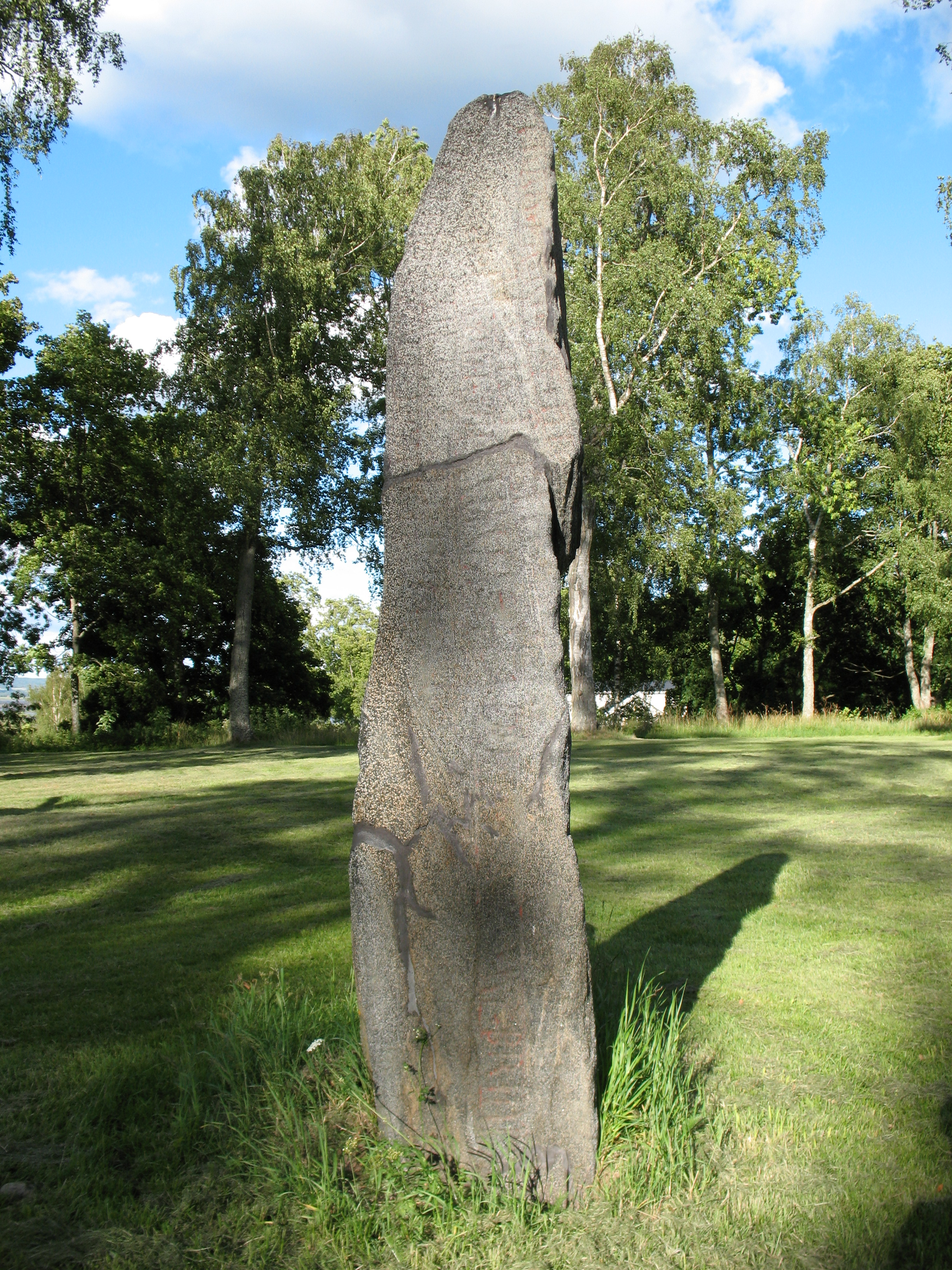
يرد على شاهد ساليبي الروني مصطلح argri konu باللغة النوردية القديمة كشتيمة.

كانت مفردة نيث (بالنوردية القديمة: nīþ) خلال في عصر الفايكنج، توحي بمعنى قريب لانعدام الشرف، هو أن ينعت رجل رجلا آخر بأنه أرغر (أي فاقد الرجولة)، وإن قام أحدهم بذلك فعليهما أن يتحاربا، فإن رفض المتهم بذلك المحاربة يمكن له أن يتم طرده، لأن ذلك يبين «جبنه» وإن ربح وبذلك أثبت أنه ليس أرغر (ليس فاقدا للرجولة) ويعتبر «نيث» ثلبا وشتما غير مبرر، وكان على من المتهجم بالنعت دفع غرامة للمتهجم عليه.
كما كان يعتبر السحر في عصر الفايكنج «إرغي» أيضا.
في الكتابات الآيسلندية والقوانين الإسكندنافية في القرون الوسطى، كانت كلمة أرغر تحمل دلالة المتقبل أو الطرف السالب لرجل حر في علاقة جنسية مثلية. ولايوجد أي كتابات تبين موقف سكان بلدان الشمال الأوروبي من المثلية الجنسية. ولكن المؤرخ ديفد ف. غرينبرغ يبين أن وصم العار كان ينصب على الطرف السالب، وبأنه في البداية لم ينصب على الطرف الموجب في العلاقة الجنسية المثلية قبل تحول المنطقة إلى الديانة المسيحية.

## المعنى الحديث للكلمة
أصبح الحقل المعجمي لكلمة arg في اللغات الإسكندنافية الحديثة بمعنى «غضب». وقد حافظت الكلمة في استعاراتها في اللغة الإستونية "arg" واللغة الفنلندية "arka" على معنى «الجبن والجبانة»

## وصلات خارجية
- SAOB: Arg.adj (بالسويدية)
- Från niding till sprätt. En studie i det svenska omanlighetsbegreppets historia från vikingatid till sent 1700-tal (بالسويدية)
- Germanska mannaförbund (بالسويدية)
- Viking Answer Lady (بالإنجليزية)